# Suzanne de Goede
Suzanne de Goede (Zoeterwoude, 16 april 1984) is een Nederlands voormalig wielrenster.  
Haar specialiteit was het sprinten en tijdrijden. In 2002 en 2005 werd zij verkozen tot Wielrenster van het Jaar.
In 2003 werd ze bij de junioren wereldkampioen op de weg in het Belgische Zolder en Nederlands kampioene op de weg bij de elite. In 2005 won zij onder meer het Nederlands Kampioenschap tijdrijden.
Ze reed in 2006 bij de wielerploeg AA-drink cycling team en won op 12 maart de eerste vrouweneditie van Omloop Het Volk (met ingang van 2009 Omloop Het Nieuwsblad genaamd).
In 2007 reed ze voor het T-Mobile Vrouwen-Team. Dat team verruilde ze in 2008 voor Equipe Nürnberger. Met een tweede plaats in het wereldbekerklassement, weliswaar op ruime achterstand van de Duitse Judith Arndt, werd 2008 een succesvol seizoen. 2009 was minder glansrijk; de grootste uitschieter was in het begin van het seizoen haar overwinning in Omloop het Nieuwsblad.
In het seizoen 2010 maakte De Goede deel uit van de Nederlandse formatie Nederland Bloeit met o.a. Marianne Vos, Loes Gunnewijk en Liesbet De Vocht en als teammanager Jeroen Blijlevens.  
Vanaf 2011 reed ze voor de toen nieuwe vrouwenploeg van Skil-Shimano, Skil-Koga, in 2012 Skil-Argos geheten. Aan het eind van het seizoen 2012 besloot ze te stoppen met wielrennen en zich geheel toe te leggen op haar werk als hoofdagente bij de politie.

## Erelijst (elite)
2003
- Nederlands kampioene op de weg

2005
- Novilon Internationale Damesronde van Drenthe (1e en 2e etappe en eindklassement)
- Nederlands kampioene tijdrijden
- WB-wedstrijd Hamilton, Nieuw-Zeeland
- Ronde van Gelderland

2006
- Omloop Het Volk

2008
- Tour du Grand Montréal (vierde etappe)
- Sparkassen Giro Bochum

2009
- Omloop Het Nieuwsblad (voorheen Omloop Het Volk)
- RaboSter Zeeuwsche Eilanden (tweede etappe)

2012
- Ronde van Gelderland